# Слив'янка (село)
Слив'я́нка (до 1948 — Тархан Тихоненко і Бойс-Демех, крим. Boys Demeh, раніше Кир-Алике, крим. Qır Alike) — село Білогірського району Автономної Республіки Крим.
Відстань від райцентру до населеного пункта становить 70 кілометрів по прямій.